# Somme-Bionne
Somme-Bionne är en kommun i departementet Marne i regionen Grand Est (tidigare regionen Champagne-Ardenne) i nordöstra Frankrike. Kommunen ligger i kantonen Sainte-Menehould som tillhör arrondissementet Sainte-Menehould. År 2022 hade Somme-Bionne 68 invånare.

## Befolkningsutveckling
Antalet invånare i kommunen Somme-Bionne
| Referens: INSEE |